# Кения, Леван
Лева́н Ке́ния (груз. ლევან ყენია; род. 18 октября 1990 или 18 ноября 1990, Тбилиси) — грузинский футболист, полузащитник. Выступал за национальную сборную Грузии.

## Биография

### Клубная карьера
Свой первый матч в чемпионате Грузии сыграл в 16 лет. В январе 2008 года он перешёл в «Шальке 04» и подписал контракт до 2012 года. До начала сезона 2008/09 играл за юношеский состав «Шальке», а в новом сезоне был включен в основной состав клуба. Последний свой матч за немецкий клуб сыграл 25 октября 2009 года. Он страдал от боли в лодыжке и перенёс три операции. В январе 2011 года игрок возобновил тренировки, но вскоре вновь получил травму. В сентябре 2011 года снова получил травму и выбыл на неопределённый срок. 29 января 2012 года возобновил тренировки после почти двухлетнего отсутствия на поле.
7 июля 2012 года «Шальке 04» объявил о переходе Кении в петербургский «Зенит». 11 июля Кения дебютировал в товарищеском матче против команды «Русь» (6:0). 4 августа он объявил, что переход сорвался, так как его не хотели видеть в команде главный тренер Лучано Спаллетти, а также пятеро игроков клуба.
14 августа подписал контракт со львовскими «Карпатами» сроком на 2,5 года. Футболист объяснил, что практика для него важнее всего на данном этапе и что «Карпаты» помогут ему вернуться на прежний уровень. В команде он взял 20 номер. Дебютировал за львовский клуб 26 августа 2012 года выйдя на замену вместо Штилича в матче против донецкого «Шахтёра».
28 июня 2013 перешёл в дюссельдорфскую «Фортуну». Но отыграв сезон покинул клуб.
После Германии тренировался в московском «Торпедо», затем сообщалось что Кения вернулся на Украину и хотел играть в «Карпатах», но, не сумев согласовать условия контракта, покинул Львов. В октябре 2014 года подписал контракт до 30 июня 2015 года с пражской «Славией».
Летом 2018 года присоединился к люксембургскому клубу «Ф91 Дюделанж».

### Карьера в сборной
Выступал также за сборные Грузии до 17, до 19 и до 21 года.
8 сентября 2007 года дебютировал в национальной сборной Грузии в матче против Украины. 28 мая 2008 года в матче против Эстонии свой забил первый гол за сборную. Бывший тренер сборной Грузии Клаус Топпмёллер назвал его лучшим молодым игроком Грузии.

## Личная жизнь
Леван Кения — племянник бывшего футболиста тбилисского «Динамо» и «Фрайбурга» Георгия Кикнадзе.